# Anne Beate Rosenkrantz
Anne Beate Rosenkrantz, gift Adeler (28. september 1707 – 15. februar 1777 i Christiania) var en dansk adels- og hofdame, søster til Leopoldine Cathrine Rosenkrantz.
Hun var en datter af justitsråd Jørgen Rosenkrantz til Qvitzowsholm og var fra sit 13. år hofdame hos dronning Anna Sophie. 25. april 1727 blev hun gift på Frederiksberg Slot med Frederik Adeler.
Hun fik 1757 ordenen de l'union parfaite. Hun beboede som enke Gimsø Kloster og roses som en klog og fortræffelig dame, medens det om ægtefællen, uagtet flere gode egenskaber, hedder, at han var "bekjendt for sin indskrænkede Forstand".